# Mario Bettinelli
Pour les articles homonymes, voir Bettinelli.

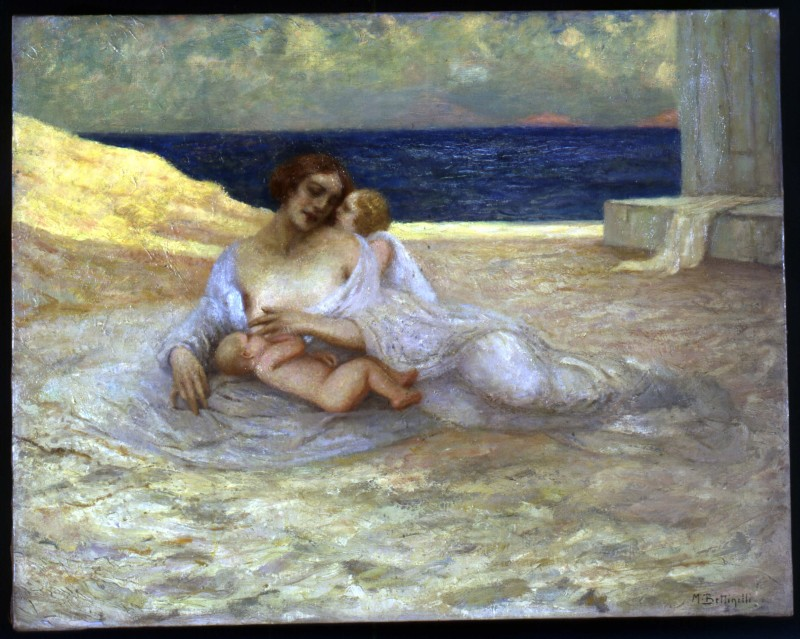
Maternità, 1921 (collections d'art de la Fondazione Cariplo)

Mario Bettinelli, né en 1880 à Treviglio et mort à Milan en 1953, est un peintre italien.

## Biographie
Il est né à Treviglio (Bergame). C'est à Brescia, où la famille a déménagé, que Bettinelli assiste à l'école de dessin Moretto da Brescia de 1895 à 1901, se spécialisant dans le portrait et la caricature. Très doué sur le plan technique, il s'installe à Milan en 1911 et entre en contact avec le mouvement Scapigliatura dans une phase ultérieure, en se concentrant sur des sujets allégoriques et de portraits féminins. Sa renommée grandit après la première Guerre Mondiale, et une de ses peintures est achetée par la collection d'art municipale de Milan en 1918. Il est sous l'influence du mouvement italien Novecento dans les années 1920, mais il ne prend pas part aux expositions du groupe. Il expose ses œuvres à la galerie de Lino Pesaro en 1923 et en 1930. Il consacre ses énergies principalement sur les vues de la campagne Lombarde  durant les années 1930 et surtout après la seconde Guerre Mondiale, jusqu'à sa mort en 1953 à Milan.